# Microserica pruinosa
Microserica pruinosa är en skalbaggsart som beskrevs av Hope 1831. Microserica pruinosa ingår i släktet Microserica och familjen Melolonthidae. Inga underarter finns listade i Catalogue of Life.